# 이주조
이주조(爾朱兆, ? ~ 533년)는 중국 남북조 시대 북위 사람이다. 자는 토만인(吐萬仁)이고 북위의 무장이다.

## 생애
이주영의 조카이다. 용감무쌍하여 이주영의 총애를 받아 그의 심복이 되었다고 한다.
육진의 난 때 이주영이 낙양(洛陽)에 들자 전봉도독(前鋒都督)이 되었다. 효장제 때 여러 차례 도독에 임명되고, 영천군공에 봉작되었다. 또한 형고와 원호를 격파한 공으로 시중(侍中)이 되고, 거기대장군과 분주자사를 역임하여 권세를 누렸다. 이렇게 힘이 세진 이주조는 이주영이 효장제에게 죽자 장광왕 원엽을 세우고 낙양으로 병사를 진군시켜 효장제를 교살하였다.
영천군왕으로 높여 봉해졌고 이후에 원엽을 폐위하고 절민제를 세우는 등 정권을 휘둘렀으나 이주세륭과의 갈등 등 여러 문제가 생겼고 오래가지 못해 고환에게 수차례 패배하고 단소 등에게 패배하여 열세에 몰리게 되었다. 결국 수용(秀容)으로 달아났다가 고환의 장수 두태(竇泰)의 추격을 받고 스스로 목을 매 죽었다. 고환은 이주조를 예를 갖춰 장례를 치러주었다.